# پیتر رایکرافت
پیتر رایکرافت (انگلیسی: Peter Rycroft؛ زادهٔ اکتبر ۱۹۹۳) که به‌طور حرفه‌ای با نام لاست‌بوی (Lostboy) شناخته می‌شود، ترانه‌پرداز و تهیه‌کننده موسیقی بریتانیایی است. او از دههٔ ۲۰۱۰ در موسیقی فعالیت می‌کند و در ترانه‌سرایی و تهیه‌کنندگی موسیقی در ژانرهای مختلف برای خوانندگانی از جمله
تییستو، ریتا اورا، الی گولدینگ، لوئیس کاپالدی، آن-ماری، لیتل میکس، زد و ایوا مکس همکاری کرده است. در سال ۲۰۲۳، او در ترانه‌سرایی تک‌آهنگ «معجزه» از کالوین هریس همکاری داشته است که برای هشت هفته در جایگاه شماره یک در بریتانیا قرار گرفته بود. او در ترانه‌سرایی «پادام پادام» (۲۰۲۳) از کایلی مینوگ نیز همکاری داشته است که برندهٔ جایزهٔ گرمی شده است.